# 13682 Pressberger
13682 Pressberger (1997 PG3) là một tiểu hành tinh vành đai chính được phát hiện ngày 10 tháng 8 năm 1997 bởi E. Meyer và H. Raab ở Linz.